# Diano Castello
Diano Castello (Dian Castello in ligure) è un comune italiano di 2 237 abitanti della provincia di Imperia in Liguria.

## Geografia fisica
Il territorio di Diano Castello si trova nella valle Dianese, su un colle che domina la piana compresa tra lo sbocco del torrente San Pietro e, nel fondovalle, gli abitati costieri di Diano Marina e Cervo.

## Storia

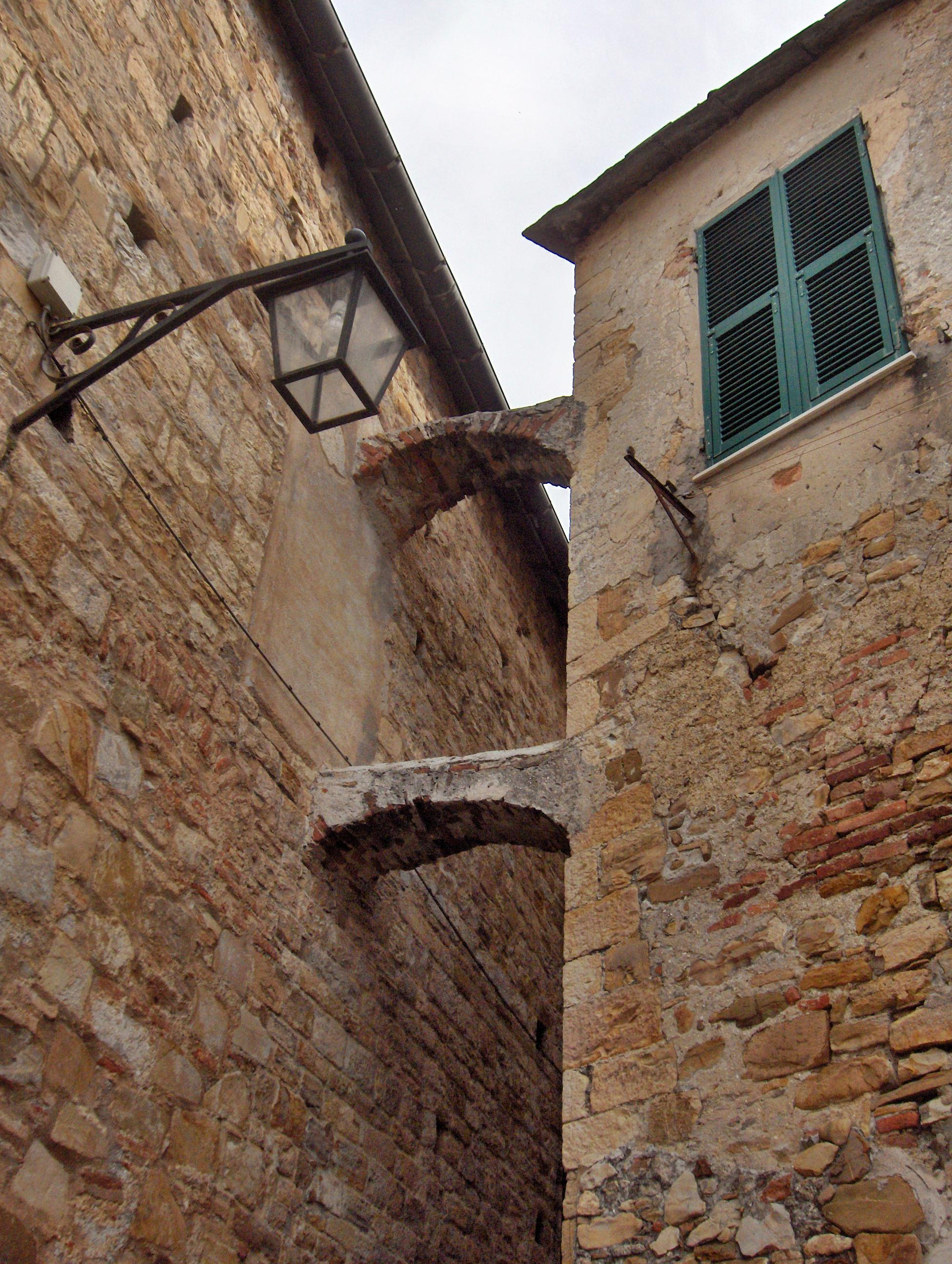
Scorcio del centro storico di Diano Castello

Il borgo di Diano Castello venne edificato intorno al X secolo, con il nome di Castrum Diani, come luogo di difesa contro le incursioni dei pirati saraceni. Citato in un documento datato al 1033 quale pertinenza del Contado di Albenga, e quindi sotto l'amministrazione dei vescovi della città albenganese, all'inizio dell'XI secolo divenne dominio della famiglia Clavesana; nel 1172 si smarcò dalla giurisdizione marchionale costituendosi libero Comune.
Intorno al 1228 entrò a far parte dei domini della Repubblica di Genova e quale comunità alleata fornì uomini e mezzi (una galea) nella celebre battaglia della Meloria del 1284 che vide la disfatta pisana a vantaggio di una supremazia genovese nel mar Mediterraneo; l'aiuto prestato dalla comunità castellotta fu ricambiato da Genova con la concessione dell'appellativo di "Magnifica".
Sempre in epoca medievale si diede vita alla costituzione della Comunitas Diani, un'unione indipendente dei principali borghi della valle Dianese, ma sempre sotto l'orbita di influenza genovese, i cui statuti del 1363 sono ancora oggi conservati. Con lo scemare degli assalti pirateschi e la conseguente crescita delle varie comunità sulla costa, tra tutte Diano Marina, il borgo di Diano Castello vide diminuire la sua importanza e il calo sempre più decrescente della popolazione castellotta.
Caduta la Repubblica di Genova nel 1797, la nuova municipalità di Diano Castello rientrò dal 2 dicembre 1797 nella Repubblica Ligure. Dal 28 aprile del 1798 fece parte del IV cantone, con capoluogo Diano Marina, della Giurisdizione del Capo delle Mele e dal 1803 centro principale della Giurisdizione degli Ulivi. Annesso al Primo Impero francese dal 13 giugno 1805 al 1814 fu inserito nel Dipartimento di Montenotte.
Nel 1815 il territorio fu inglobato nel Regno di Sardegna, così come stabilì il Congresso di Vienna del 1814, e successivamente nel Regno d'Italia dal 1861. Dal 1859 al 1926 il territorio fu compreso nel II mandamento di Diano Marina del circondario di Porto Maurizio facente parte della provincia di Porto Maurizio (poi Provincia di Imperia, dal 1923). Nel 1871 la frazione di Paradisi venne distaccata da Diano Castello e aggregata al comune di Diano Marina.
In occasione del terremoto del 1887, 32 suoi abitanti persero la vita e il borgo subì notevoli danni strutturali alle case e ai monumenti artistici.
Al 1923 risale la soppressione della municipalità castellotta e il conseguente accorpamento al comune di Diano Marina; nel 1925 venne ricostituito l'ente comunale di Diano Castello.
Dal 2014 al 2024 ha fatto parte dell'Unione dei comuni del Golfodianese e i suoi Borghi.

### Simboli
Stemma
Gonfalone
Lo stemma antico risale al XVII secolo ed è stato riconosciuto con decreto del Capo del governo del 6 febbraio 1943.
Lo stemma e il gonfalone attuali sono stati ufficialmente concessi con decreto del presidente della Repubblica del 27 novembre 2002.

## Monumenti e luoghi d'interesse

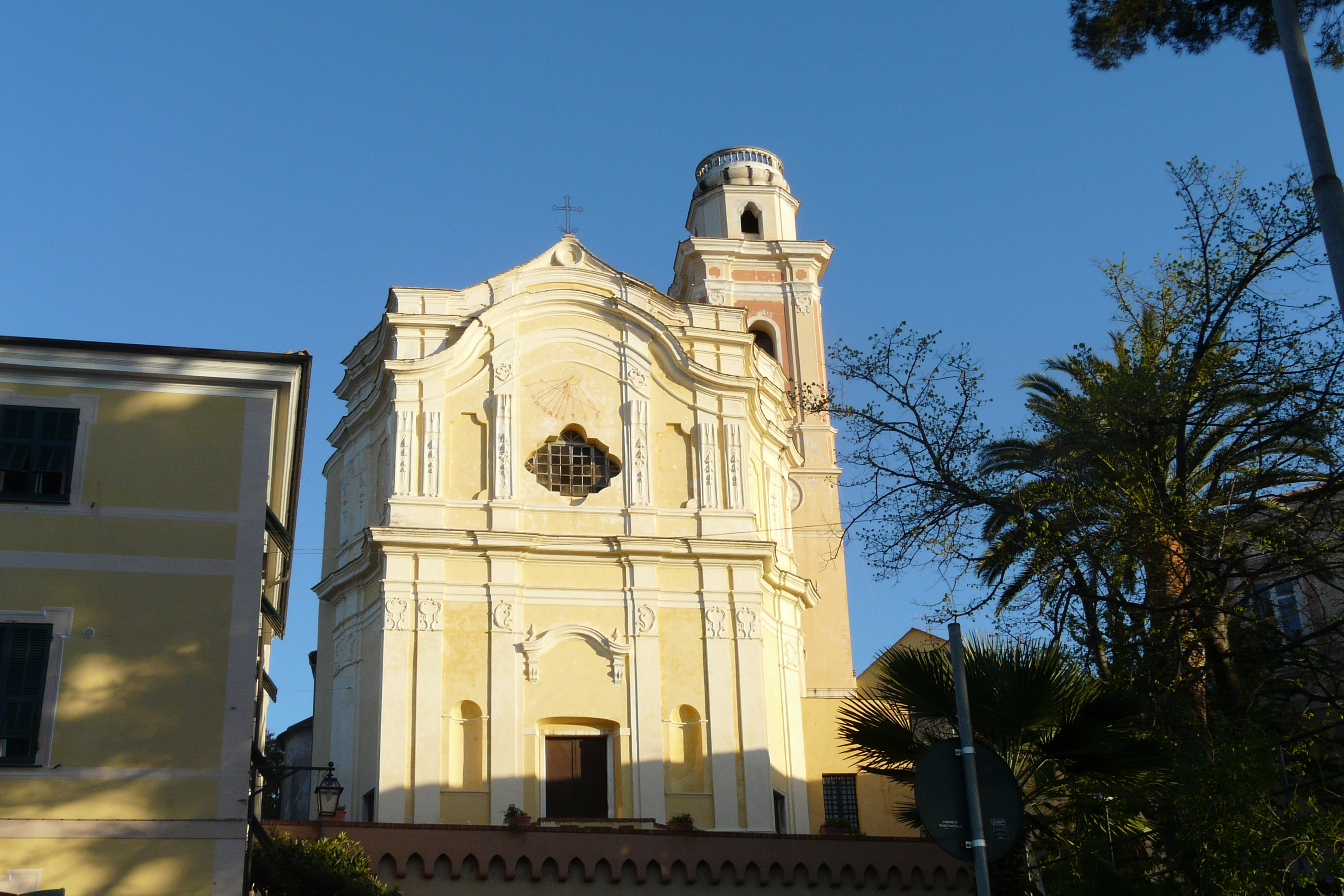
La chiesa parrocchiale di San Nicola di Bari a Diano Castello

### Architetture religiose
- Chiesa parrocchiale di San Nicola di Bari nel centro storico di Diano Castello. Costruita in stile barocco da Giovan Battista Marvaldi tra il 1699 e il 1725. All'interno si trovano un altare in marmo intarsiato, un crocifisso ligneo di Anton Maria Maragliano e il coro del XVIII secolo.
- Chiesa di Santa Maria Assunta nel centro storico di Diano Castello. Costruita nel XII secolo in stile romanico, conserva un affresco del XV secolo.
- Chiesa di San Giovanni Battista nel centro storico di Diano Castello. Originariamente aveva tre absidi semicircolari e finestrelle ad arco rotondo, poi in parte demolite (un'ala e un'abside) in favore della nuova strada carrozzabile nel corso dell'Ottocento. In stile romanico, presenta un'unica e ampia capriata lignea a travi con mensole decorate con colori medievali.
- Chiesa di Santa Maria degli Angeli nel centro storico di Diano Castello.
- Oratorio di San Bernardino e Santa Croce nel centro storico di Diano Castello. Risalente al tardo Medioevo, è stato in gran parte restaurato nel XVII secolo. All'interno si conserva un dipinto ritraente l'Annunciazione, opera attribuita ai due fratelli Matteo e Tommaso Biazaci da Busca.
- Convento dei frati francescani del XVI secolo, nel centro storico di Diano Castello, adiacente alla chiesa di Santa Maria degli Angeli. Nella chiesa si conserva la pala d'altare, olio su tela raffigurante San Pietro d'Alcantara, opera di Giovanni Battista Carlone. La struttura subì un restauro nel 1741.
- Cappella di San Sebastiano, nei pressi del bivio per Diano Arentino.

### Architetture civili
- Palazzo comunale. Edificato nel XV secolo, già residenza dei Conti Quaglia, ha un grande affresco sulla facciata del palazzo rappresentante la vittoria genovese nella battaglia della Meloria.

### Architetture militari
- Ruderi del castello dei marchesi di Clavesana nei pressi della piazza principale del borgo di Diano Castello.
- Resti delle mura di cinta e torri dell'XI e XII secolo.

## Società

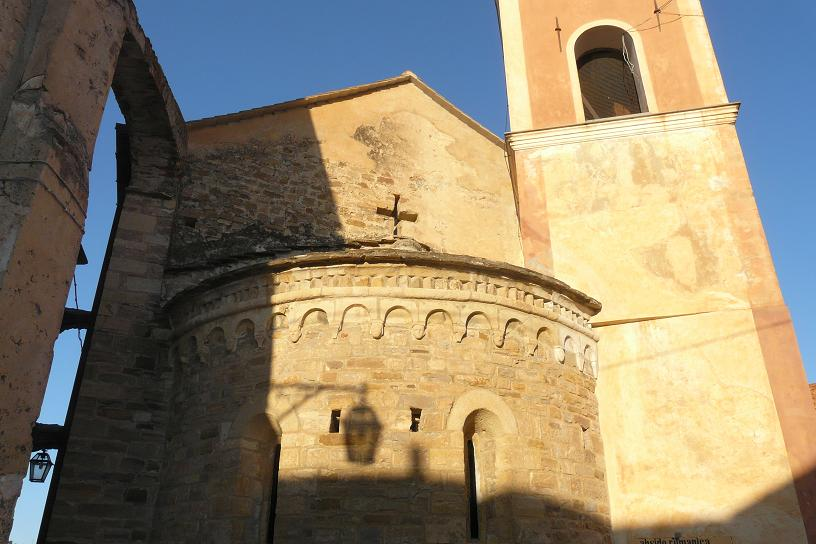
L'abside della chiesa romanica di Santa Maria Assunta a Diano Castello

### Evoluzione demografica
Abitanti censiti

### Etnie e minoranze straniere

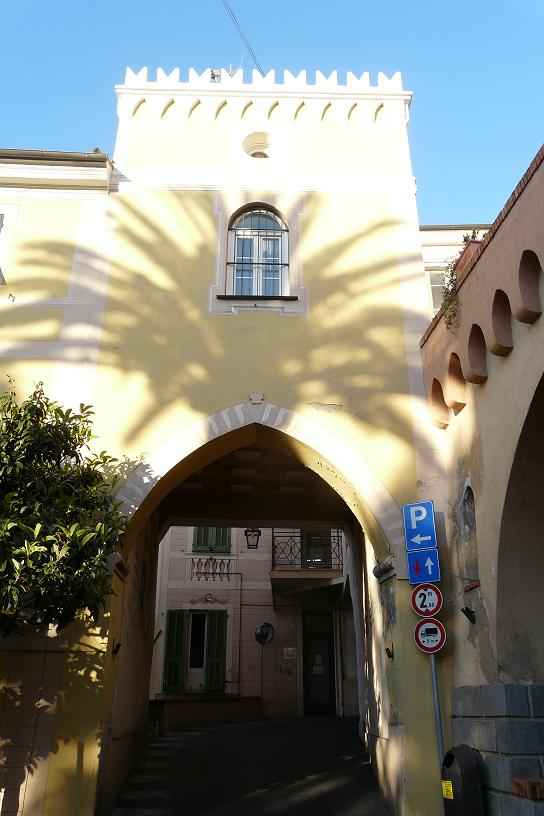
Particolare della porta presso la loggia comunale

Secondo i dati Istat al 31 dicembre 2019, i cittadini stranieri residenti a Diano Castello sono 250, così suddivisi per nazionalità, elencando per le presenze più significative:
1. Albania, 103

## Cultura

### Eventi
- Corteo storico, nel mese di settembre. L'evento rievoca le antiche tradizioni folcloristiche, artistiche e culturali di Diano Castello con sfilate in costume, duelli di spade, danze medievali, mercato rionale e cucina medievale.

## Geografia antropica
Il territorio comunale è costituito, oltre al capoluogo, dall'unica frazione di Varcarello e dalle storiche borgate di Ferretti, Madonna della Neve, Monade, San Siro e Santa Lucia per una superficie territoriale di 6,11 km².
Confina a nord con i comuni di Diano Arentino e Diano San Pietro, a sud con Diano Marina, ad ovest con Imperia e ad est con San Bartolomeo al Mare.

## Economia
Si basa principalmente sulla produzione agricola. Dalla vite e dall'olivo si ricavano Vermentino e olio di oliva.

## Infrastrutture e trasporti

### Strade
Il centro di Diano Castello è attraversato principalmente dalla strada provinciale 37 che permette il collegamento stradale con Diano Arentino, a nord, e Diano Marina a sud.

### Ferrovie
Situata in parte nel territorio comunale è sede dal dicembre 2016 della fermata ferroviaria Diano, ubicata nella vicina Diano San Pietro, facente parte del raddoppio ferroviario Andora-San Lorenzo al Mare, sulla ferrovia Genova-Ventimiglia.

## Amministrazione

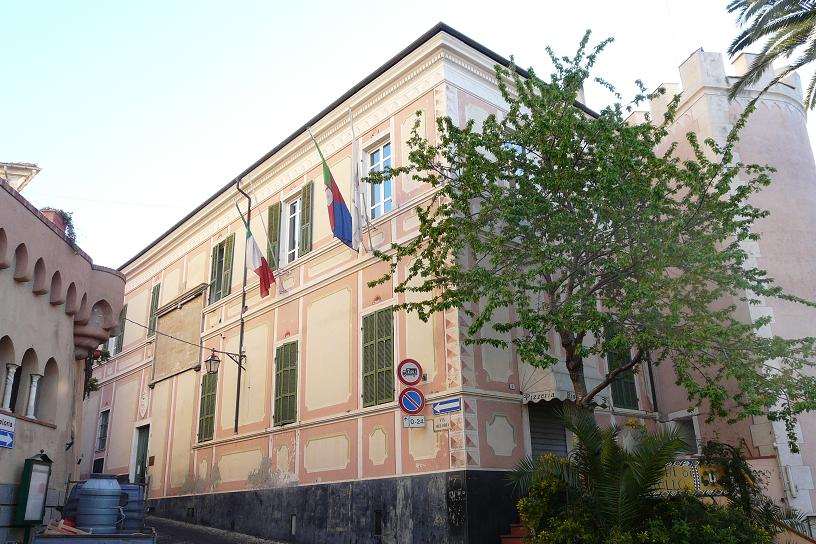
Il palazzo comunale

| Periodo        | Periodo        | Primo cittadino    | Partito                                                   | Carica  | Note   |
| -------------- | -------------- | ------------------ | --------------------------------------------------------- | ------- | ------ |
| 13 luglio 1988 | 7 giugno 1993  | Pietro Novaro      | Democrazia Cristiana                                      | Sindaco |        |
| 8 giugno 1993  | 28 aprile 1997 | Lino Damonte       | Lega Nord                                                 | Sindaco |        |
| 28 aprile 1997 | 14 maggio 2001 | Lino Damonte       | lista civica                                              | Sindaco |        |
| 14 maggio 2001 | 30 maggio 2006 | Antonello Campagna | lista civica                                              | Sindaco |        |
| 30 maggio 2006 | 16 maggio 2011 | Antonello Campagna | lista civica                                              | Sindaco |        |
| 16 maggio 2011 | 6 giugno 2016  | Romano Damonte     | Continuità e rinnovamento (lista civica di centro-destra) | Sindaco |        |
| 6 giugno 2016  | 4 ottobre 2021 | Romano Damonte     | Continuità e rinnovamento (lista civica di centro-destra) | Sindaco | [ 17 ] |
| 4 ottobre 2021 | in carica      | Romano Damonte     | Continuità e rinnovamento (lista civica di centro-destra) | Sindaco |        |